# Riera de Vallserena
|  | Aquest article tracta sobre la riera de Vallserena. Vegeu-ne altres significats a «Boscassos i Vallserena». |

La riera de Vallserena pertany a la conca del Besòs i deu el seu nom per travessar el veïnat de Boscassos i Vallserena de Sant Pere de Vilamajor. Neix a Terra Blanca a 410 metres sobre el nivell del mar i baixa per la Vallserena, entre la serra Pairana i la serra de la Dona Morta. Desemboca a la riera de Vilamajor a l'alçada de Sant Antoni de Vilamajor. Durant el seu curs rep els següents afluents:
- Torrent de l'Arnau
- Torrent de can Pairana
- Torrent de la Dona Morta

En total, la riera de Vallserena té una llargada de 6 quilòmetres i una conca de 6  km². Habitualment, els mesos de maig, juny, juliol, agost, setembre i octubre s'asseca. Per la seva ubicació, es tracta d'un curs d'aigua de règim mediterrani.